# 郵趣サービス社
株式会社郵趣サービス社（ゆうしゅサービスしゃ）とは、郵趣を専門とした通信販売会社。
世界各国の切手の輸入および販売、国別切手、トピカル別切手、初日カバーの頒布のほか、切手カタログ、切手書籍、アルバム、ストックブックなどの各種郵趣用品などを販売している。
公益財団法人日本郵趣協会の事業部門として、JPSグループに属する。

## 歴史
- 1971年 - 日本郵趣協会の事業部門として分離・独立。

## 切手頒布会
- 国別切手頒布会
  - アイスランド、アイルランド、アメリカ、アルバニア、イギリス、イタリア、エジプト、オーストラリア、オーストリア、オランダ、カナダ、韓国、北朝鮮、キューバ、ギリシャ、国連、サンマリノ、スウェーデン、スイス、スペイン、スロバキア、台湾、チェコ、中国、中国香港、中国マカオ、デンマーク、ドイツ、トルコ、ニュージーランド、ノルウェー、バチカン市国、ハンガリー、フィンランド、フランス、ブルガリア、ベトナム、ベルギー、ポーランド、ポルトガル、モナコ、モンゴル、リヒテンシュタイン、ルクセンブルク、ルーマニア、ロシアほか
- トピカル別切手頒布会
  - 医学、イヌ、宇宙、オートバイ、音楽、貝、絵画、キノコ、切手の切手、恐竜、獣、国旗、国際切手展、国際ロータリー、子供、昆虫、魚、山岳、植物、自動車、水生生物、スポーツ、世界遺産、赤十字、WWF、地球環境、地図、著名人、鉄道、動物、童話、鳥、ネコ、年賀、花、帆船、飛行機、美術、風俗、舞踏、船、宝石、マンガ、民芸品、ライオンズクラブ、ランほか

## 郵趣用品
- ストックブック、シートブック、切手アルバム、リーフ、保護ラップ、ピンセット、ルーペ、マウント、ハウイド、ヒンジ、目打ゲージほか

## 郵趣書籍
- 世界・切手国めぐり、世界切手地図、知って得する切手の話、切手ワンダーランド、デザイン別切手収集大百科、風景スタンプ集、さくら日本切手カタログ、日本切手専門カタログ、JPS外国切手カタログほか

## JPSグループ
- 日本郵趣協会
- 切手の博物館
- 日本郵趣出版
- 日本郵趣エージェンシー
- 郵趣会館